# Oie bavaroise
L'oie de Bavière ou oie bavaroise (en allemand : Bayerische Landgans) est une oie domestique, sans standard officiel, qui est élevée depuis des siècles en Franconie, dans le Haut-Palatinat, en Basse-Bavière et en Souabe. Les oies fermières de ces régions de Bavière sont communément appelées « oies bavaroises ». 
Le coloris bleu du plumage de l'oie de Franconie l'a fait reconnaître comme oie d'exposition par le Bund Deutscher Rassegeflügelzüchter.

## Conservation
La Société de conservation des races domestiques anciennes et en danger (Gesellschaft zur Erhaltung alter und gefährdeter Haustierrassen) a inscrit les oies de Bavière avec les poules fermières du Berg, le chanteur du Berg, la Berg-Schlotter et la courtes-pattes à la liste des races en danger en 2001. La Bundesanstalt für Landwirtschaft und Ernährung a inscrit les oies bavaroises à la liste rouge des races utilitaires en danger en 2013 dans la classe I (danger extrême). En effet, il n'y avait plus qu'une centaine d'individus inscrits.